# 裴之禮
裴之禮（6世紀—540年代），字子義，河東郡聞喜縣（今山西省聞喜縣）人，南北朝南梁官員。

## 生平
裴之禮是曹魏冀州刺史裴徽的後裔，父親是南梁宣毅將軍、夷陵縣侯裴邃。他樣子英俊，能够清谈，最初從國子生推第補任邵陵王蕭綸的王國左常侍、信威行參軍；蕭綸王權攝南兗州刺史，他擔任長流參軍，但未正式授官就改為留任宿衛，補任直閤將軍。普通六年（525年）父親逝世守喪，服喪完畢後襲封夷陵縣侯，隨軍隊討伐壽陽，獲授與雲麾將軍，遷任散騎常侍；他又協助攻打北魏廣陵城，平定後除授信武將軍、西豫州刺史，加任輕車將軍、黃門侍郎，改任中軍將軍宣城王蕭大器的司馬。裴之禮的母親逝世，他只吃麥飯；父親裴邃的宗廟在光宅寺西邊，大堂廣闊，松柏茂盛，而范雲在三橋的宗廟雜草叢生，梁武帝南郊路過，嘆道：「范雲已經死了，裴邃卻重生了。」
中大通五年（533年）二月，梁武帝到同泰寺開講，設四部大會，有數萬人聽講。南越獻上馴象，突然在人群中奔跑，乘輿、侍衛及會眾都受驚散開，只有裴之禮與騎常侍臧盾神色自若，得到武帝讚許，任命為北徐仁睢三州諸軍事、壯勇將軍、北徐州刺史；到大同初年，建康遭逢蝗蟲旱災，到處的樹木都凋謝了，只有裴邃墓地的树木毫无影响，當時的人都覺得奇怪。其後裴之禮任官太子左衛率，兼衛尉卿，轉為少府卿，在任內逝世，諡號毅。

## 谥号
《梁书》和《南史》都记载裴之礼的父亲裴邃谥号烈，裴之礼谥号壮，然而裴之礼儿子裴政的墓志却记载裴邃谥号壮，裴之礼谥号毅。

## 家庭

### 曾祖
- 裴寿孙，刘宋前军长史、庐江郡太守[1][2]

### 祖父
- 裴仲穆，南齐骁骑将军[1][2]

### 父亲
- 裴邃，南梁持节、宣毅将军、督征讨诸军事、夷陵壮侯[1][2]

### 子女
- 裴政，隋朝使持节、上仪同大将军、太子左庶子、新义县开国侯

## 引用
1. 1 2 3 4 5  《梁書·卷二十八·列傳第二十二》：裴邃字淵明，河東聞喜人，魏襄州刺史綽之後也。祖壽孫，寓居壽陽，爲宋武帝前軍長史。父仲穆，驍騎將軍。……子之禮，字子義，自國子生推第，補邵陵王國左常侍、信威行參軍。王爲南兗，除長流參軍，未行，仍留宿衛，補直閤將軍。丁父憂，服闋襲封，因請隨軍討壽陽，除雲麾將軍，遷散騎常侍。又別攻魏廣陵城，平之，除信武將軍、西豫州刺史，加輕車將軍，除黃門侍郎，遷中軍宣城王司馬。……子政，承聖中，官至給事黃門侍郎。江陵陷，隨例入西魏。
2. 1 2 3 4 5  《南史·卷五十八·列傳第四十八》：裴邃字深明，河東聞喜人，魏冀州刺史徽之後也。祖壽孫，寓居壽陽，為宋武帝前軍長史。父仲穆，驍騎將軍。……子之禮嗣。之禮字子義，美容儀，能言玄理。為西豫州刺史。母憂居喪，唯食麥飯。邃廟在光宅寺西，堂宇弘敞，松柏鬱茂。範雲廟在三橋，蓬蒿不翦。梁武帝南郊，道經二廟，顧而歎曰：「范為已死，裴為更生。」……子政，承聖中位給事黃門侍郎。魏克江陵，隨例入長安。
3. 1 2  许卫红 张杨力铮 狄明 王西林 段朝辉, , 《咸阳师范学院学报》 (第03期), 2024年, (第03期): 61–69
4. ↑  《梁書·卷二十八·列傳第二十二》：尋爲都督北徐仁睢三州諸軍事、信武將軍、北徐州刺史。徵太子左衛率，兼衛尉卿，轉少府卿。卒，諡曰壯。
5. ↑  《南史·卷五十八·列傳第四十八》：大同初，都下旱蝗，四籬門外桐柏凋盡，唯邃墓犬牙不入，當時異之。歷位黃門侍郎。武帝設無遮會，舞象驚，排突陛衛，王公皆散，唯之禮與散騎常侍臧盾不動。帝壯之，以之禮為壯勇將軍、北徐州刺史，盾兼中領軍將軍。之禮卒於少府卿，諡曰壯。
6. ↑  《梁書·卷四十二·列傳第三十六》：中大通五年二月，高祖幸同泰寺開講，設四部大會，衆數萬人。南越所獻馴象，忽於衆中狂逸，乘轝羽衛及會皆駭散，惟盾與散騎郎裴之禮嶷然自若，高祖甚嘉焉。